# ملعب رومدي أدجيا
ملعب رومدي أدجيا (بالفرنسية: Stade Roumdé Adjia)‏ هو ملعب متعدد الأغراض يقع في غاروا، الكاميرون. يتم استخدامه حاليا في الغالب لمباريات كرة القدم. إنه بمثابة الملعب الرسمي لنادي القطن. الملعب يستوعب ثلاثين ألف متفرج وتم بناؤه عام 1978. من المقرر أن يكون هذا الملعب أحد الملاعب المستخدمة في كأس الأمم الأفريقية 2021.